# Giuseppe Puzone
Giuseppe Puzone (Nàpols, 1821-1914) director d'orquestra i compositor italià.
Estudià al Conservatori de San Pietro, on va tenir per mestres, entre d'altres, Donizetti i Mercadante, i amb a penes divuit anys va compondre una Missa a 4 veus amb orquestra, dues obertures, un himne en honor de Rossini, i una òpera en dos actes llibret de Pietro Giannone, Il marchese Albergati, que fou estrenada amb un èxit molt favorable al Teatre Nou de Nàpols el 1839. El 1844 va ser nomenat director d'orquestra del Teatro San Carlo de Nàpols, càrrec que desenvolupà durant molts anys.
A més de l'òpera citada, va fer representar amb èxit divers: Il figlio dello schiavo (1845); Elfrida di Salerno (1849), i Il dottor Sabato (1852). També va compondre dues Misses per a veus i orquestra, 2 Credo a 4 veus i orquestra, 3 Tantum-Ergo per a veus i orquestra, l'oratori Le tre ore d'agonia, nombrosos motets, moltes obertures a gran orquestra, etc.r
Obres
- Albergati - Melodrama in due atti (e-book en línia) (en italià).  Nàpols: Da Severino-Boezio, 1839, p. 36., llibret de Pietro Giannone.